# Cusick (Washington)
Cusick es un pueblo ubicado en el condado de Pend Oreille en el estado estadounidense de Washington. En el año 2000 tenía una población de 212 habitantes y una densidad poblacional de 241,3 personas por km².

## Geografía
Cusick se encuentra ubicada en las coordenadas 48°20′12″N 117°17′46″O / 48.33667, -117.29611.

## Demografía
Según la Oficina del Censo en 2000 los ingresos medios por hogar en la localidad eran de $14.583, y los ingresos medios por familia eran $14.000. Los hombres tenían unos ingresos medios de $30.625 frente a los $21.250 para las mujeres. La renta per cápita para la localidad era de $11.371. Alrededor del 41,2% de la población estaban por debajo del umbral de pobreza.